# ران کلمنتس
ران کلمنتس (انگلیسی: Ron Clements؛ زادهٔ ۲۵ آوریل ۱۹۵۳) پویانما، کارگردان، تهیه‌کننده و فیلم‌نامه‌نویس اهل ایالات متحده آمریکا است. وی اغلب با کارگردانی به نام جان ماسکر همکاری می‌کند.